# Massimo Ceccherini
Massimo Ceccherini (n. 23 mai 1965, Florența, Italia) este un actor italian.